# Apogon kautamea
Apogon kautamea är en fiskart som beskrevs av Greenfield och Randall 2004. Apogon kautamea ingår i släktet Apogon och familjen Apogonidae. Inga underarter finns listade i Catalogue of Life.